# غاري ارين
غاري ارين (بالإنجليزية: Gary Warren)‏ (16 أغسطس 1984 ببرستل في المملكة المتحدة - ) هو لاعب كرة قدم بريطاني في مركز الدفاع. لعب مع نادي إنفرنيس ونيوبورت كونتي وMangotsfield United F.C. ‏ وTeam Bath F.C. ‏.

## وصلات خارجية
- غاري ارين على موقع قاعدة بيانات كرة القدم.إي يو (الإنجليزية)
- غاري ارين على موقع Soccerbase.com (لاعب) (الإنجليزية)
- غاري ارين على موقع Soccerway.com (الإنجليزية)